# ظریفه‌گویی
ظریفه گویی (انگلیسی: Greguería)، تقریباً شبیه به یک قصیده یا یک شوخی تک خطی در کمدی است.

## ظریفه گویی
عبارتی کوتاه است، معمولاً یک جمله، که در آن نویسنده ایده‌ای فلسفی، عمل‌گرایانه یا طنزآمیز را به شیوه‌ای شوخ‌آمیز و بدیع بیان می‌کند.
این یک ابزار بلاغی و سبکی است که در ادبیات اسپانیایی و آمریکای لاتین استفاده می‌شود.

## تاریخ
رامون گومز د لا سرنا، پدرِ «greguería» در نظر گرفته می‌شود که او آن را طنز به اضافه استعاره تعریف کرد. گومز د لا سرنا برای اولین بار در حدود سال ۱۹۱۰ از greguería استفاده کرد.
گومز د لا سرنا در طول زندگی ادبی خود کتاب‌های زیادی را به این ژانر جدید اختصاص داد.
رامون از نویسندگان پیشینِ این ژانر، مانند Lucien de Samosata، هوراس، شکسپیر، لوپه دو وگا، کوو دو، ژول رنارد، سن پل روکس، جرج سانتایانا و غیره نام می‌برد.

## مثال‌ها
چند نمونه از greguerías توسط رامون گومز د لا سرنا، که در اصل به زبان اسپانیایی است.
- - طاووس یک اسطوره بازنشسته است. (El pavo real es un mito jubilado.)
- درها با باد عصبانی می‌شوند. (Las Puertas se Enfadan Con el Viento.)
- عطر پژواک گلهاست. (El perfume es el eco de las flores.)